# Marsilea villifolia
Marsilea villifolia là một loài dương xỉ trong họ Marsileaceae. Loài này được Brem. & Oberm. ex Alston & Schelpe mô tả khoa học đầu tiên.